# La Tentation de l'innocence (film)
Pour plus de détails, voir Fiche technique et Distribution.
La Tentation de l'innocence est un film français réalisé par Fabienne Godet et sorti en 1999.

## Fiche technique
- Titre : La Tentation de l'innocence
- Réalisation : Fabienne Godet
- Scénario : Fabienne Godet, Franck Vassal et Marc Syrigas
- Décors : Delphine Mabed
- Photographie : Matthieu Poirot-Delpech
- Montage : Isabelle Ingold
- Musique : François Gondouin
- Société de production : Lazennec Films
- Pays de production :  France
- Durée : 43 minutes
- Date de sortie : France - 14 juillet 1999[1]

## Distribution
- Emmanuelle Devos
- Antoine Chappey

## Distinctions

### Récompense
- Prix d'interprétation pour Emmanuelle Devos au Festival du court métrage de Clermont-Ferrand 1999[2]

### Sélections
- Festival de Cannes 1999 (sélection de la Quinzaine des réalisateurs)[3]
- Festival Premiers Plans d'Angers 1999[4]